# Désignation stellaire

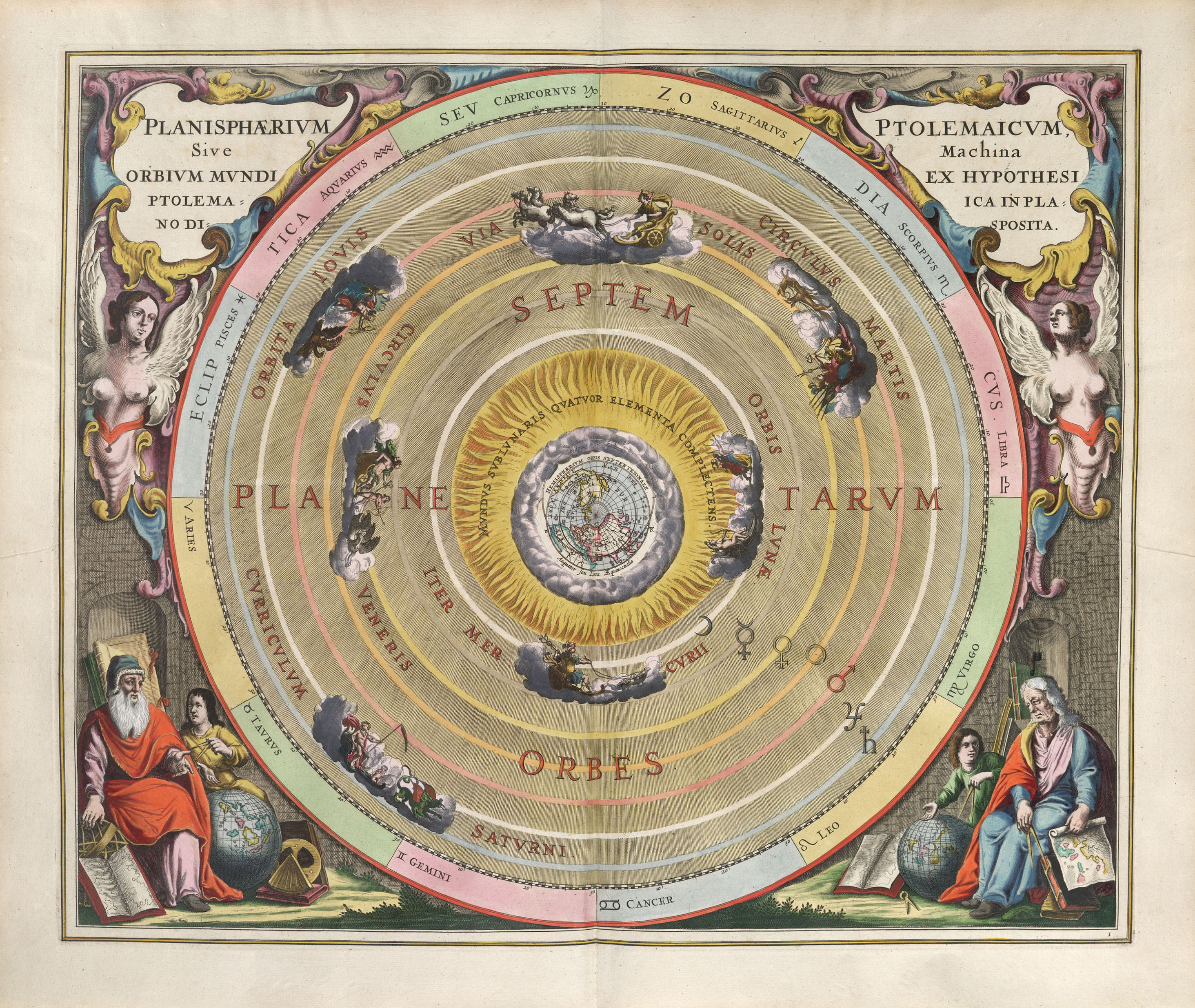
Image d'un stélarium du 17e siècle. Il y est écrit : PLANISPHÆRIVM PTOLEMAICVM, Sive Machina ORBIVM MVNDI EX HYPOTHESI PTOLEMAICA IN PLANO DISPOSITA

L'Union astronomique internationale (UAI) est l'autorité internationalement reconnue sur les désignations stellaires. Plusieurs noms stellaires utilisés aujourd'hui sont hérités d'avant l'existence de l'UAI, mais on en ajoute des nouveaux continuellement.
Plusieurs étoiles remarquables ont des noms, dont la plupart sont d'origine arabe, tels Deneb (α Cygni) et Vega (α Lyrae) ; il y en a autres en latin tels Polaris (α Ursae Minoris), et un tout petit peu en français tels l'Épi (α Virginis).
Cependant, plusieurs étoiles n'ont pas de nom. Pour celles-ci, on utilise plusieurs systèmes de nomenclature.

## Désignations de Bayer
Le système le plus familier est celui de l'astronome allemand Johann Bayer, qui introduisit un système pour désigner les étoiles les plus brillantes de chaque constellation avec une lettre de l'alphabet grec (ou moins souvent, de l'alphabet latin).

## Désignation de Flamsteed
Les numéros de l'astronome britannique John Flamsteed sont aussi restés populaires, bien que moins utilisés que les lettres Bayer.

## Désignations des étoiles variables
Si une étoile variable n'a pas de désignation de Bayer, elle reçoit souvent une désignation spéciale qui la note comme telle.

## Numéros de catalogue
En l'absence d'une meilleure façon de dénommer une étoile, on utilise généralement un numéro de catalogue. Il y a plusieurs catalogues d'étoiles qui servent à cette fin.